# Portret Jacques’a Lipchitza i jego żony Berthe Lipchitz
Portret Jacques’a Lipchitza i jego żony Berthe Lipchitz to obraz olejny namalowany w 1916 w Paryżu przez włoskiego malarza Amedeo Modiglianiego. Nr kat.: Ceroni 161.

## Historia i opis
Obraz przedstawia przyjaciela Modiglianiego, Jacques’a Lipchitza, stojącego za siedzącą na pierwszym planie żoną Berthe.
Modigliani i Lipchitz przenieśli się w młodym wieku do Francji. Obaj mieli żydowskie korzenie. Stali się bliskimi przyjaciółmi, którzy bywali w tych samych kręgach artystycznych Paryża. Oprócz cech wspólnych dzieliły ich też widoczne różnice: Lipchitz był przykładem artystycznej pracowitości i tradycyjnych wartości, podczas gdy Modigliani – stereotypowym peintre maudit (malarzem przeklętym), skazanym na zgubę przez własne słabości 
Przed namalowaniem portretu Lipchitzów Modigliani wykonał serię wstępnych szkiców, z których zachowało się pięć: dwa Jacques’a Lipchitza, dwa Berthe i jeden wspólny jako gotowa kompozycja. Lipchitz po latach tak opisywał okoliczności powstania obrazu:
W 1916, po podpisaniu umowy z marszandem Leonce'm Rosenbergiem, miałem trochę pieniędzy. Byłem akurat tuż po ślubie, więc oboje z żoną postanowiliśmy poprosić Modiglianiego, żeby namalował nasz portret. „Moja cena to dziesięć franków za sesję i trochę alkoholu, no wiesz” – odpowiedział, gdy go o to zapytałem. Przyszedł następnego dnia i wykonał wiele wstępnych szkiców, jeden za drugim, bardzo szybko i precyzyjnie... Później zadecydował o pozie – pozie zainspirowanej naszym ślubnym zdjęciem. Następnego dnia o pierwszej Modigliani przyszedł ze starym płótnem i pudłem z przyborami malarskimi a my zaczęliśmy pozować. Widzę go wyraźnie jeszcze dzisiaj – siedzącego naprzeciwko płótna, które położył na krześle, pracującego spokojnie, przerywającego tylko od czasu do czasu, żeby łyknąć trochę alkoholu ze stojącej obok butelki... pod koniec dnia powiedział: „No, to chyba skończone.”
Lipchitz czuł się niezręcznie zgadzając się na obraz za jedyne 10 franków i usprawiedliwiał się, gdy prosił Modiglianiego, żeby ten dalej pracował nad portretem. 
„Wiesz” – powiedziałem – „my rzeźbiarze lubimy więcej treści.” „Dobrze” – odpowiedział – „jeśli chcesz, żebym to zniszczył, to będę kontynuował.”.
Portret zajął Modiglianiemu prawie dwa tygodnie „prawdopodobnie był to najdłuższy czas, jaki kiedykolwiek przeznaczył on na jeden obraz.”

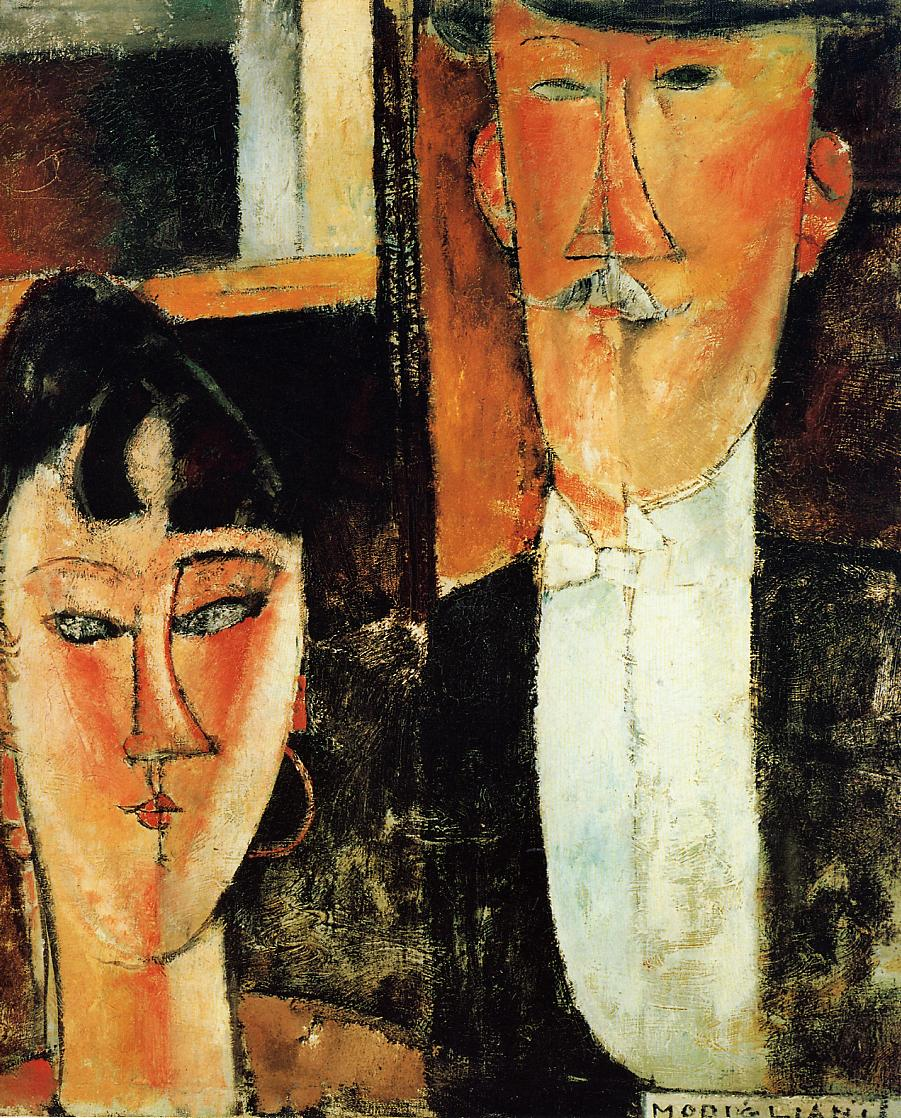
Amedeo Modigliani, Panna młoda i pan młody, 1915-16, olej na płótnie, 55,2 x 46,3 cm, Museum of Modern Art, nr kat.: Ceroni 55. Osoby przedstawione na drugim z podwójnych portretów pędzla Modiglianiego jawią się jako „typowe marionetki”, podczas gdy Jacques Lipchitz i jego żona zostali „przekształceni w ludzkie istoty”.

Tylko jeden z dwóch podwójnych portretów namalowanych przez Modiglianiego, Portret Jacques’a Lipchitza i jego żony Berthe Lipchitz, został zauważony, ponieważ stanowi kompleksowe i zagadkowe studium przeciwnych osobowości. Lipchitz jest tu ukazany ze swoją żoną Berthe Kitrosser, rosyjską poetką, w ich paryskim lokum przy Rue 54 du Montparnasse, w którym przedtem mieszkał rzeźbiarz Constantin Brâncuși. Pozujący na tle abstrakcyjnego, architektonicznego wnętrza Lipchitz jest elegancko ubrany, stoi swobodnie, z ręką na ramieniu Berthe. Ich przypominające maski twarze wyrażają różne stany psychiczne; delikatna zmysłowość Berthe, jej duże oczy i usta i pełna wdzięku szyja mogą być postrzegane jako uderzający kontrast w stosunku do pewnego siebie Lipchitza, jego małych oczu i ust i „szelmowsko wykrzywionego nosa”, połączonych w satyrycznym efekcie. Zdaniem historyka sztuki Masona Kleina twarz Berthe jest łagodna i drobnomieszczańska, plisowany kołnierzyk i zadziorny nos wskazują na pychę, podczas gdy stojący nad nią Lipchitz jest apodyktyczny i opiekuńczy.
Biograf Modiglianiego Werner Schmalenbach porównał ze sobą obrazy Portret Jacques’a Lipchitza i jego żony Berthe Lipchitz i Panna młoda i pan młody i zauważył ewolucję od czysto formalnego przedstawienia 'modeli' w kierunku większego zainteresowania charakterystyką jednostki. Różnica między tymi dwoma obrazami jest zgodna z ewolucją rysunku i malarstwa Modiglianiego w kierunku coraz większego wyrafinowania.
Po śmierci Modiglianiego w 1920 Lipchitz wykonał jego maskę pośmiertną sporządzając następnie 12 gipsowych odlewów dla przyjaciół artysty i jego rodziny.
Tuż potem Lipchitz przekazał Portret swojemu marszandowi w zamian za zwrot rzeźb „których już nie uważałem za reprezentatywne.”. Portret Jacques’a Lipchitza i jego żony Berthe Lipchitz został nabyty w 1922 i przekazany w 1926 Art Institute of Chicago jako część Helen Birch Bartlett Memorial Collection.